# Сражение при Абидосе
Морское сражение при Абидосе — морской бой 18 февраля 1807 года в ходе Дарданелльской операции, между арьергардом английской эскадры и турецким отрядом кораблей и береговыми батареями.
Готовясь к прорыву через Дарданеллы, адмирал Дакворт, командовавший английской эскадрой, предназначенной для этого прорыва, получил известие, что, хотя турецкий флот ещё не готов и находится у Константинополя, но часть его уже выслана вперед и стоит на якоре у Абидоса на половине длины Дарданелльского пролива.
Сбор турецкого флота в благоприятной позиции на якоре, при поддержке береговых укреплений, мог значительно затруднить прорыв, передовой же отряд уничтожить было легко. Поэтому с первым попутным ветром английская эскадра направилась в пролив. Турецкий отряд состоял из одного линейного корабля (64 пушки), 4 фрегатов (32-40 пушки), 4 корветов, 2 бригов и 2 канонерских лодок. Одним из своих флангов турецкий отряд опирался на береговой редут, вооружённый 31 орудием, но не вполне законченной постройки. Дакворт не нашёл нужным атаковать отряд всей эскадрой. Во времена парусного флота фрегаты и корветы не считались серьёзными противниками для линейных кораблей, хотя они и превосходили их по численности. Поэтому Дакворт, преследуя главную цель — как можно скорее провести свою эскадру через пролив, отделил для уничтожения турецких судов отряд из 3 наиболее слабых своих кораблей (76 и 64 пушек) и 2 фрегатов (40 и 38 пушек) под началом контр-адмирала Сиднея Смита.
В 10 часов утра англичане встали на якорь на расстоянии ружейного выстрела от турок и открыли огонь. Через полчаса турки, будучи не в состоянии выдержать огонь тяжелой артиллерии линейных кораблей, стали выбрасываться на мель. На берегу для их поддержки начали собираться войска. Но англичане рассеяли войска корабельным огнём и свезли десант, который овладел батареей, заклепал пушки и уничтожил станки. Стоявшие на мели турецкие корабли были абордированы англичанами на шлюпках и уничтожены. Один корвет и одна канонерская лодка не успели выброситься на мель и были взяты в плен. Потери англичан: 4 убиты и 26 ранены, повреждения кораблей ничтожны.
Это сражение интересно тем, что по своей обстановке очень похоже на Синопский бой (1853 года), с тою лишь разницей, что русские корабли имели ещё большее преимущество перед турецкими фрегатами и корветами, так как были вооружены новейшими, опасными для деревянных судов, бомбическими пушками большого калибра, которых у турок при Синопе не было. Между тем, русские считали 3 линейных корабля слишком ничтожной силой для боя с турецким отрядом из фрегатов и корветов, опирающимся на береговые батареи, и ожидавшие прибытия подкреплений.